# 林業 (陸軍軍人)
林 業（はやし はじめ、1879年（明治12年）10月20日 - 1941年（昭和16年）8月10日）は、大日本帝国陸軍軍人。最終階級は陸軍少将。

## 経歴・人物
愛媛県出身。1901年（明治34年）3月に陸軍士官学校第13期卒業。翌年、陸軍砲兵少尉に任官する。
1926年（大正15年）3月に野戦重砲兵第7連隊長に任官。その後、1931年（昭和6年）8月に陸軍少将に進級した。

## 栄典
- 1940年（昭和15年）8月15日 - 紀元二千六百年祝典記念章[3]